# Martin Moore

a Compétitions nationales et continentales officielles uniquement.

b Matchs officiels uniquement.
Dernière mise à jour le 7 mars 2025.
Martin (Marty) Moore, né le 1er mars 1991 à Dublin, est un joueur international de rugby à XV irlandais. Il joue au poste de pilier droit.

## Biographie

### Formation et carrière en club
Ancien élève de NUIM Barnhall et de Castleknock College, Moore a représenté à plusieurs reprises la province du Leinster dans les compétitions de jeunes. 
Le 13 avril 2012, le pilier a fait ses débuts en Pro12 contre Édimbourg en remplaçant Nathan White à la 70e minute.
Le 25 janvier 2016, Moore s'est engagé avec les Wasps pour disputer le Championnat d'Angleterre à compter de la saison 2016-2017.

### Carrière internationale
Marty Moore a représenté l'Irlande dans les différentes compétitions de jeunes. Il a notamment été sélectionné à six reprises avec les moins de 20 ans irlandais en 2011 et a formé l'ossature de l'équipe qui a disputé le Tournoi des Six Nations des moins de 20 ans 2011 aux côtés notamment de Tiernan O'Halloran, Jordi Murphy et J. J. Hanrahan.
Moore a fait ses débuts avec l'équipe d'Irlande sénior le 2 février 2014 lors de la victoire contre l'Écosse comptant pour le Tournoi des Six Nations.

## Statistiques
Au 6 décembre 2018, Martin Moore compte dix sélections, depuis sa première sélection le 2 février 2014 à Dublin face à l'Écosse. Il inscrit 45 points, neuf essais.
Il participe à deux éditions du Tournoi des Six Nations, en 2014 et 2015. Il dispute dix rencontres.